# Discocyrtus melanacanthus
Discocyrtus melanacanthus is een hooiwagen uit de familie Gonyleptidae.